# 佐々木康人 (医師)
佐々木 康人（ささき やすひと、1937年4月2日 - ）は、日本の医師、医学者。学位は医学博士（東京大学、1968年）。専門は放射線医学、核医学、保健物理学。国際連合によって設置された原子放射線の影響に関する国連科学委員会（UNSCEAR）の議長（2004年-2005年）、日本代表（1997年-2006年）を務めた。in vitroおよびin vivoの核医学、分子イメージング領域における研究、とくに炭素同位体の医学応用で知られる。2007年瑞宝重光章受章。
東邦大学医学部教授、群馬大学医学部教授、東京大学医学部教授、放射線医学総合研究所理事長などを歴任した。また、国際放射線防護委員会（ICRP）の主委員会委員（2001年-2009年）、第三委員会委員（1993年-2001年）、日本核医学会理事長、放射線影響協会理事長なども務めた。日本学術会議連携会員（第22期、第23期）。日本核医学会名誉会員、日本医学放射線学会名誉会員、日本心臓核医学会名誉会員。米国核医学・分子イメージング学会フェロー（FSNMMI）。

## 概要
1963年東京大学医学部卒業後に第二内科学講座に入局したが、主治医としてトロトラスト肝障害（肝臓に沈着した造影剤トロトラストに含まれるトリウムから放出したα線による障害）の患者を担当したことがきっかけで、専門を放射線医学、核医学へ変更、内科医から放射線科医へ転向した。
1969年「核医学のパイオニア」として知られた米国ジョンズ・ホプキンス大学のヘンリー・ワグナー(Henry N. Wagner)教授のもとに留学。帰国後、聖マリアンナ医科大学、東邦大学、群馬大学、東京大学にて放射線医学、核医学分野の臨床、研究、教育に従事した。
初期の業績である炭素同位体14C標識を用いた乳糖の経口投与による乳糖分解酵素欠損症の診断法開発 をはじめ、カテーテル形半導体放射線検出器、炭素同位体13C標識を用いた呼気検査、炭素同位体11C標識を用いたポジトロン断層法、放射免疫測定などの開発、応用研究で知られた。また、ICRPの主委員会委員、第三委員会委員、UNSCEARの議長、日本代表としての活動を通じて、放射線被ばく影響に関する科学的知見を踏まえた放射線防護体系の国際的な基準策定にも貢献した。さらに、放射線医学総合研究所にて炭素イオン線による重粒子線治療の臨床試行、治験を指揮し、がん治療法の一つとしての確立にも寄与した。
長年にわたって国内外における放射線医学、核医学、保健物理学領域の研究活動をリードしただけでなく、日本における原子力災害の対策にも尽力した。とくに1999年東海村JCO臨界事故の際には、放射線医学総合研究所の所長として、３名の重篤な被ばく患者を同研究所に受け入れ、被ばくの状況の判定及び線量評価を行うとともに、臨床所見や過去の放射線事故の症例に関する情報を分析・評価し、患者の病態を予測して治療方針を決定するなど、原子力防災における放射線障害専門機関としての任務遂行に当たり、主導的役割を果たしたと評価された。また、2011年東日本大震災および福島第一原子力発電所事故の後、首相官邸の原子力災害専門家グループの一員も務めた。

## 略歴

### 学歴
- 1963年　東京大学医学部医学科 卒業
- 1968年　東京大学大学院医学系研究科 修了

### 職歴
- 1968年　東京大学医学部附属病院 第二内科 助手
- 1969年　米国ジョンズ・ホプキンス大学 放射線医学・核医学部門 研究員
- 1973年　聖マリアンナ医科大学 第三内科学講座 助教授
- 1981年　東邦大学医学部 放射線医学講座 教授
- 1985年　群馬大学医学部 核医学講座 教授
- 1990年　東京大学医学部 放射線医学講座 教授
- 1997年　科学技術庁放射線医学総合研究所 所長、原子放射線の影響に関する国連科学委員会 日本代表
- 2001年　独立行政法人放射線医学総合研究所 理事長
- 2004年　原子放射線の影響に関する国連科学委員会 議長
- 2006年　国際医療福祉大学 副学長・教授
- 2008年　社団法人日本アイソトープ協会 常務理事
- 2013年　医療法人沖縄徳洲会 湘南鎌倉総合病院附属臨床研究センター センター長

## 主な受賞・表彰
- 1972年　日本核医学会賞[9]
- 2000年　米国核医学会理事長賞（SNM Presidential Distinguished Service Award）[10]
- 2007年　瑞宝重光章
- 2008年　防災功労者内閣総理大臣表彰[6]
- 2021年　永井隆平和記念・長崎賞[7]

## 主な著書
- 最新 臨床核医学〈基礎編〉、永井輝夫、佐々木康人編集、朝倉書店、1986年 (ISBN 978-4254320794)
- 最新 臨床核医学〈臨床応用編〉、永井輝夫、佐々木康人編集、朝倉書店、1986年 (ISBN 978-4254320800)
- 標準放射線医学 第6版（標準医学シリーズ）、高島力、佐々木康人監修、医学書院、2001年 (ISBN 978-4260138826)
- 身近な放射線の知識、佐々木康人著、放射線医学総合研究所編集、丸善、2006年 (ISBN 978-4621077092)